# Датов синдром
Датов синдром је мешовити поремећaји понашања и веровања, специфичан за одређене културне или друштвене групе или одређене географске локалитете, да је импотенција или преурањена ејакулација изазван губитком „семене течности”. Он у себи најчешће садржи нејасне и вишеструке соматске и психолошке симптоме као што су; замор, осећај безначајности, губитак апетита, недостатак физичке снаге, лошу концентрацију, заборавност и друге нејасне соматске проблеме. Ови симптоми који су обично повезани са анксиозним и дисфоричним стањем расположења, могу бити са психосексуалном дисфункцијом или без ње. Без обзира на тежину клиничке слике, код овог поремећaja нема отуђења од реалности, односно не дешава се дезинтеграцијa психичког живота до нивоa нарушавања способности расуђивања и одлучивања.
Иако је најзаступљенији на индијском потконтиненту, на коме се сматра да је везан за културу народа који на њему живе, Датов синдром се такође може сматрати и изразитом манифестацијом депресије или других медицинских болести, везаних за посторгазмичке поремећаје. 
Лечењу Датовог синдрома увек треба посветити озбиљну пажњу, јер разумевање овог стања од стране модерне медицине не успева увек да импресионира већину пацијената, понуђеним објашњењима и уверењима која често пацијенату много не помажу. У том смислу у све више глобализованом свету, клиничари морају бити у стању да правилно дијагностикују и лече пацијенте из других култура, који могу пријавити симптоме на које утичу њихова уверења, култура или место порекла. Како Датов синдром може бити честа манифестација поремећаја депресије или анксиозности у одређеним културама, потребно је спровести даље истраживање како би се побољшало разумијевање овог стања, разјаснио његов статус и понудили одговарајући третмани за оболеле особе.

## Историја
Термин Датов синдром потиче од санскритске речи дат  (धात), која, према Сушрути Самхити, значи "еликсир који чини тело". Индијски доктор Н. Н. Виг сковао је термин Дат синдром 1960. године и описао га као синдром који се састоји од нејасних психосоматских симптома умора, слабости, анксиозности, губитка апетита, кривице и сексуалне дисфункције, које пацијент приписује губитку сперме. у ноћној емисији, путем урина или мастурбације. Литература која описује сперму као витални састојак људског тела датира из 1500. године пре нове ере.  
Поремећаји који су описани у Датовом синдрому су разјашњени у Charaka Samhita, која описује поремећај који се зове Схукрамеха (शकरमह) у којем долази до проласка сперме у урину. У Кини, постоје различита имена као што су (Shen K'uei) у Шри Ланки (Prameha) и другим деловима југоисточне Азије (Jiryan) за симптоме и стања која су слични датовом синдрому.
Међународна класификација болести ИЦД-10 класификује Датов синдром и као неуротични поремећај (шифра Ф48.8) и као поремећај специфичан за културу (Анекс 2) узрокован „неоправданом забринутошћу због ослабљујућих ефеката проласка сперме“.

## Епидемиологија
Распон узраста случајева Датовог синдрома према неким студијама је 20-38 година (просечно 23,5 +/- 3,3 године), док је стараост на почетку болести била 16-24 године (средње 20,6 +/- 4,5 година). 
Највећи број случајева није био ожењем (54,2%) и образован (са завршених пет разреда или више (79,1%). 
У око 64,6% случајева са Датовим синдром оболели су били без знакова импотенције и/или преурањене ејакулације, док је 14,6% имало само превремену ејакулацију а 20,8% само импотенцију. 
Неуротска депресија је најчешће повезана психијатријском болести (39,5%), затим неуротском анксиозносшћу (20,8%), док 31,3% није имало било какву дијагнозу.

## Клиничка слика
Уобичајени симптоми укључују:
- слабост (70,8%),
- умор (68,7%),
- палпитације (68,7%),
- несаница (62,4%) итд.

## Тарапија
Међу четири групе лекова које се примењују у лечењу спадају лекови:
- анксиолитици,
- антидепресив,
- плацебо,
- психотерапија.

Најбољи резултати у терапији постижу се применом антианксиолитика или антидепресива, док је примена психотерапије показала минималне резултате.